# 拉欧特迈松
拉欧特迈松（法語：La Haute-Maison，法語發音：[la ot mɛzɔ̃] ⓘ）是法国塞纳-马恩省的一个市镇，属于莫城区。

## 地理
拉欧特迈松（48°52'56"N, 3°0'4"E）面积12.96 平方千米，位于法国法蘭西島大區塞纳-马恩省，该省份为法国北部内陆省份，北起瓦兹省，西接埃松省、马恩河谷省、塞纳-圣但尼省和瓦兹河谷省，南至卢瓦雷省，东南接约讷省，东临马恩省和奥布省，东北接埃纳省。
与拉欧特迈松接壤的市镇（或旧市镇、城区）包括：皮埃尔勒韦、桑西、沃库尔图瓦、维勒马勒伊、日尔穆捷、布里地区迈松塞勒。

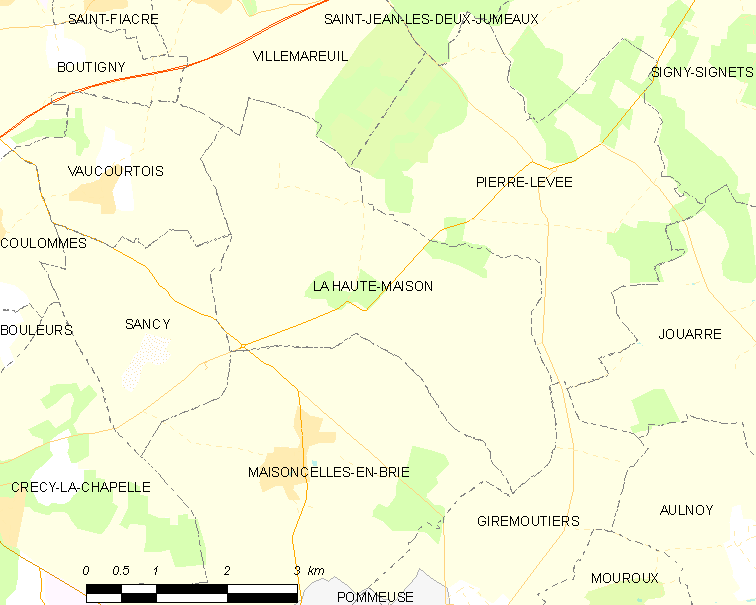
拉欧特迈松的OSM定位图

拉欧特迈松的时区为UTC+01:00、UTC+02:00（夏令时）。

## 行政
拉欧特迈松的邮政编码为77580，INSEE市镇编码为77225。

## 政治
拉欧特迈松所属的省级选区为塞里斯县。

## 人口

1962-2008年间拉欧特迈松人口变化图示

拉欧特迈松于2022年1月1日时的人口数量为342人。